# Rumpler Tropfenwagen
La Rumpler Tropfenwagen è un'automobile progettata e prodotta dall'ingegnere austriaco Edmund Rumpler dal 1921 al 1925.

## Contesto

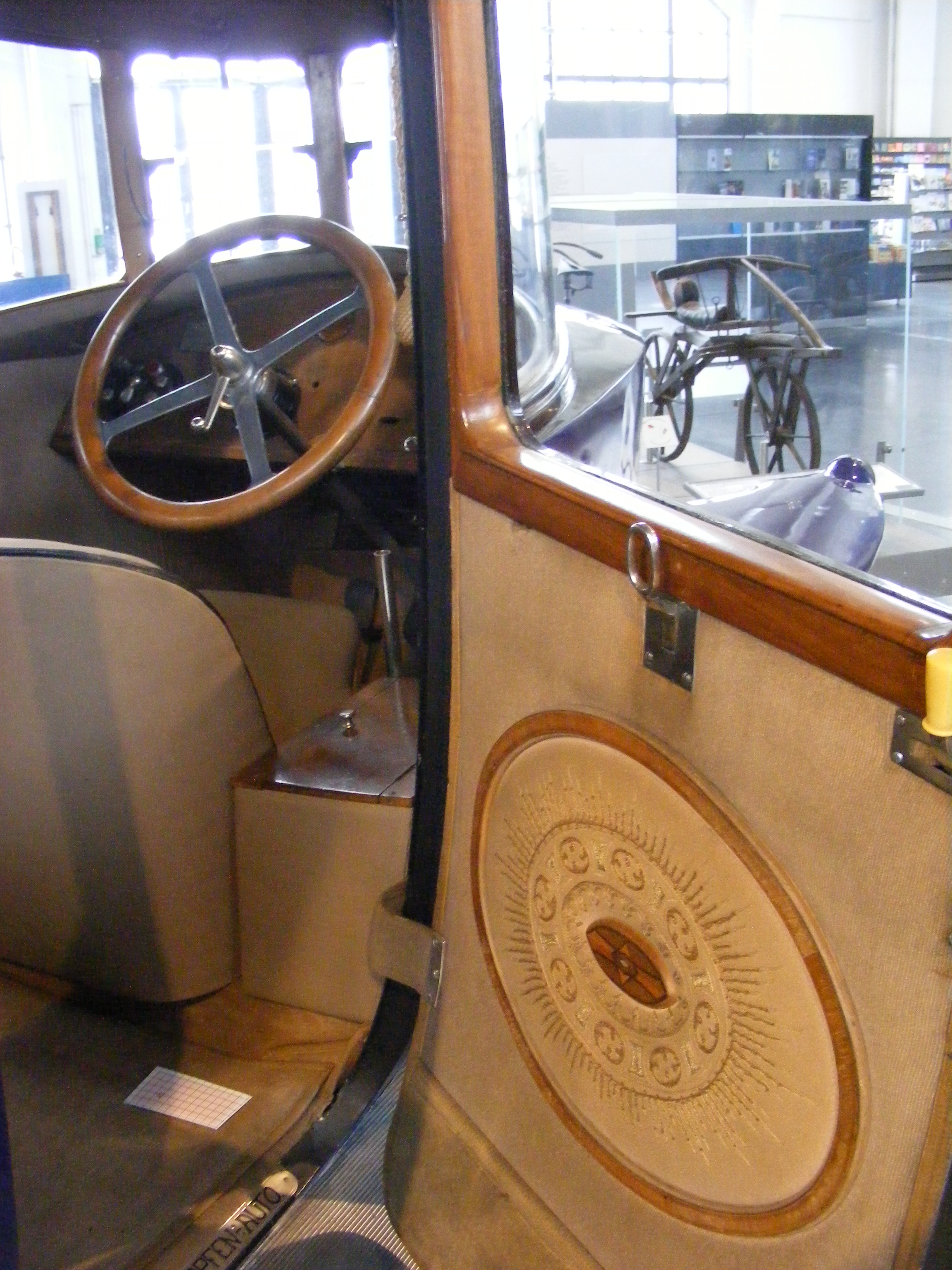
Interni

Rumpler lavorò all'inizio del 1900 alla Nesselsdorfer-Tatra e alla Adler ed in seguito nel settore aeronautico. Dopo la prima guerra mondiale alla Germania venne interdetta la produzione di aeromobili e Rumpler tornò alle automobili fondando la Rumpler-Werke GmbH cercando di applicare alla sua auto le tecniche aeronautiche in particolare nell'aspetto aerodinamico. Il risultato fu la Tropfenwagen (vettura a goccia) che venne presentata al salone dell'automobile di Berlino nel 1921.
La vettura si presentava con un aspetto assolutamente non convenzionale, interamente dedicato all'efficienza aerodinamica, con un eccellente Cx di 0.28 come risultò da un test effettuato nel 1979 dalla Volkswagen nella propria galleria del vento ed è ancora oggi migliore di molte vetture moderne.
Questo risultato era derivante dalla particolare carrozzeria costruita su di un pianale a forma di goccia. In quest'ottica molte erano le soluzioni innovative ed originali, sul muso affusolato erano montati due fari centrali e sovrapposti e le luci di posizione anteriori erano incorporate e carenate nei parafanghi fatti a forma di pinne orizzontali per non aggiungere resistenza aerodinamica. Centrale era anche il posto di guida e conseguentemente lo sterzo. L'ampia vetratura era in cristalli curvi anche lateralmente, così come il parabrezza che fu il primo in vetro curvo nella storia dell'automobile. Obbligatoria per ridurre la sezione frontale fu l'adozione del motore posteriore, posizionato dietro ai sedili passeggeri e davanti all'asse posteriore per cui si può anche considerare come una vettura a motore centrale.
Vennero utilizzati tre tipi di motorizzazioni con diverse prestazioni:
- dal 1921 al 1922 un motore a W Siemens-Halske di 2310 cm³ da 35 CV per una velocità massima di 95 km/h
- dal 1922 al 1923 uno di 2580 cm³, sempre a W raffreddato ad acqua, da 36 CV. a 2000 giri per una velocità massima di 105 km/h
- dal 1924 al 1925 un motore in linea Benz di 2610 cm³ da 50 CV. per una velocità massima di 115 km/h.

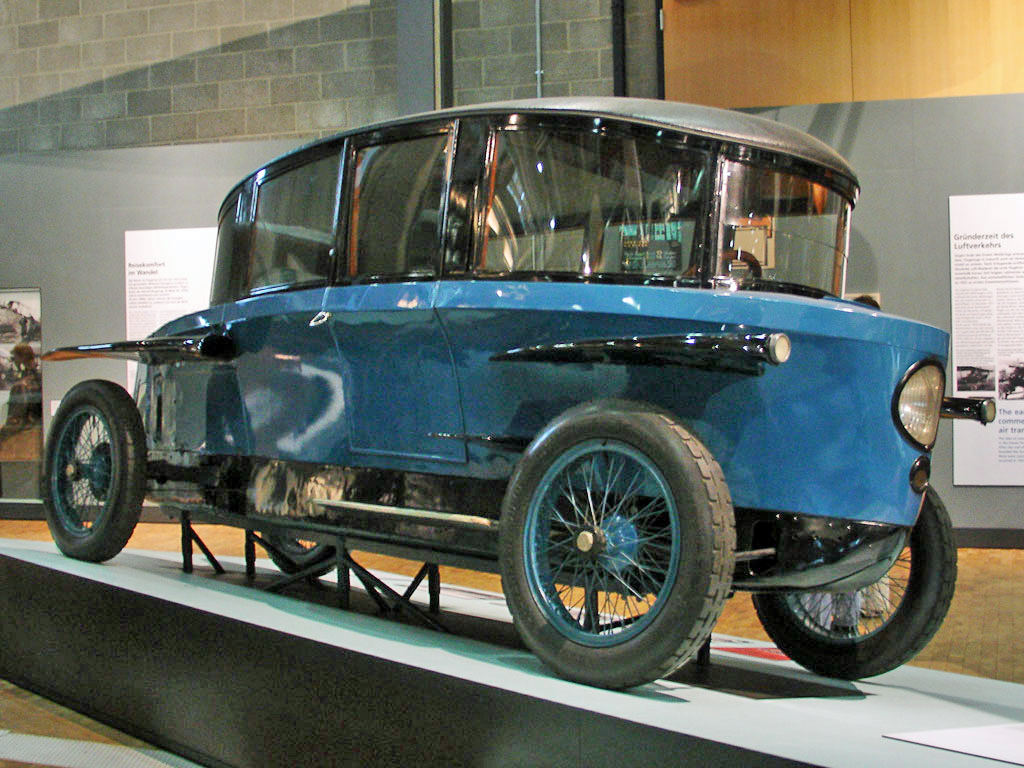
L'esemplare conservato al Deutschen Technikmuseum Berlin

Le ruote motrici posteriori erano indipendenti con trasmissione a semiassi oscillanti, un sistema ideato da Rumpler, con sospensioni di tipo tradizionale a balestre anche all'asse anteriore. Vennero adottate sia ruote a raggi che a disco d'acciaio, sempre nell'intento di migliorare l'aerodinamica. Il cambio a tre marce era in blocco con motore e differenziale. I freni erano a tamburo a comando meccanico.
Vennero prodotte circa 90 Rumpler ma senza grande successo, gli ultimi esemplari vennero venduti ad un prezzo molto basso come taxi di Berlino e due furono svendute a Fritz Lang per essere utilizzate (e distrutte) nel film Metropolis del 1927.
Sulla base del progetto dell'auto "a goccia" di Rumpler, ma senza attribuirgliene il merito, Karl Benz realizzò nel 1923 la Benz Tropfenwagen, una affusolata monoposto da competizione, chiamata anche Benz RH, sigla che stava per Rennwagen mit Heckmotor ovvero vettura da corsa con motore posteriore, in realtà centrale esattamente come sull'auto di Rumpler.
Solo due esemplari di Rumpler Tropfenwagen sono sopravvissuti, uno è conservato al Deutsches Museum di Monaco e l'altro al Deutschen Technikmuseum di Berlino.